# Tomasz Kot
Tomasz Kot (sinh ngày 21 tháng 4 năm 1977) là một diễn viên người Ba Lan. Anh tham gia diễn xuất trong hơn 30 phim điện ảnh, 26 vở kịch và hàng chục sê-ri phim truyền hình.

## Tiểu sử
Tomasz Kot tốt nghiêp Trường trung học Tadeusz Kościuszko số 1 ở Legnica. Ngày 17 tháng 11 năm 1996, anh ra mắt lần đầu trước công chúng trên sân khấu Nhà hát Kịch ở Legnica trong vở Madame Tutli-Putli của tác giả Stanisław Ignacy Witkiewicz do Wiesław Cichy đạo diễn. Năm 2001, Tomasz Kot tốt nghiệp Học viện nghệ thuật sân khấu quốc gia AST ở Kraków. Anh trở nên nổi tiếng nhờ việc khắc hoạ thành công ca sĩ Ryszard Riedel trong bộ phim Destined for Blues năm 2005 của Jan Kidawa Błoński và nhờ vai Zbigniew Religa trong bộ phim Gods năm 2014 của Łukasz Palkowski. Năm 2015, Tomasz Kot được vinh dự trao tặng Huy chương Công trạng đối với nền văn hóa - Gloria Artis.
Gần đây nhất, Tomasz Kot tạo được tiếng vang lớn trong các kỳ trao giải nhờ vai chính Wiktor trong phim điện ảnh Cold War for Amazon của Paweł Pawlikowski. Tác phẩm đã mang về cho anh đề cử Nam diễn viên chính xuất sắc nhất của Giải thưởng Điện ảnh Châu Âu. Năm 2018, Tomasz Kot xuất hiện trong bộ phim về đề tài tội phạm Spoor của Agnieszka Holland và đóng vai chính trong phim Bikini Blue của Jaroslaw Marszewski, tác phẩm này mang về cho anh giải thưởng Nam diễn viên chính xuất sắc nhất tại Liên hoan phim Milan.

## Đời tư
Ngày 30 tháng 9 năm 2006, Tomasz Kot kết hôn với nữ diễn viên Agnieszka Olczyk tại Częstochowa. Họ có với nhau hai người con là Blanka (sinh năm 2007) và Leon (sinh năm 2010).

## Thành tích nghệ thuật
| Năm  | Tựa đề                                | Vai diễn                                    | Ghi chú |
| ---- | ------------------------------------- | ------------------------------------------- | ------- |
| 2005 | Destined for Blues                    | Ryszard Riedel                              |         |
| 2007 | Testosterone                          | Robal                                       |         |
| 2009 | Operation Danube                      | January Jakubczak                           |         |
| 2010 | Erratum                               | Michał Bogusz                               |         |
| 2012 | Hans Kloss. Stawka większa niż śmierć | Stanisław Kolicki, mật danh J-23/Hans Kloss |         |
| 2012 | Yuma                                  | Opat                                        |         |
| 2014 | Gods                                  | Zbigniew Religa                             |         |
| 2014 | Fotograf                              | Bauman                                      |         |
| 2016 | Spoor                                 | Świerszczyński                              |         |
| 2017 | Najlepszy                             | Okoń                                        |         |
| 2017 | Volta                                 | Jan Krone                                   |         |
| 2018 | Cold War                              | Wiktor                                      |         |
| TBA  | Warning                               |                                             |         |
| 2019 | World on Fire                         | Stefen Tomaszeski                           |         |